# Stipa coreana
Stipa coreana är en gräsart som beskrevs av Masaji Masazi Honda. Stipa coreana ingår i släktet fjädergrässläktet, och familjen gräs. Inga underarter finns listade i Catalogue of Life.